# Халово
Халово је насељено место града Зајечара у Зајечарском округу. Према попису из 2022. било је 513 становника (према попису из 2002. било је 856 становника).

## Географија
Смештено је 13 км североисточно од града Зајечара, а на самој граници са Бугарском. Село је збијеног типа. Кроз село тече поточић звани Сеоски поток, који заједно са својим споредним краком дели село на 3 дела (мале). То су: прва мала (на северној страни), друга мала (у средини) и трећа мала (на јужној страни).

## Историја
Прича се да су преци данашњих Халовљана дошли у овај крај крајем XVII века, из Румуније. Доселило се неколико многочланих породица, које су подигле насеље са десне стране Тимока, на месту званом Манастириште. Ту су мештани доста страдали од маларије, јер су околне баруштине биле пуне комараца, па су стога мештани побегли на брдо Чука, поред турских кула и ту формитали ново насеље, данашње Халово. Нико од мештана не зна поуздано одакле ово име селу. Постоје две приче (верзије) о томе. По једној верзији, пошто је у то време владала болест Чума или како су је у селу звали Ала село је добило име Алово. Према другој верзији, човек који је био на челу тадашње управе, био је изразито снажан и крупан, те су га мештани звали Ала и по њему касније насеље добило име Алово. Насеље струју добија у другој половини 50-их година XX века. На месту званом Четате (што на румунском значи Утврђење), југозападно од села, постоје остаци неког градића из доба Римљана. Поред зидина, ту се налази и шљака од топљене руде. Код мештана је живела прича како је то некада била богата насеобина и како је њено људство било нападнуто од стране неког народа са истока, а када је непријатељ заузео сва брда унаоколо, они су се једне ноћи неосетно извукли и побегли кроз клисуру звану Белики поток. На неких 500 m северно од села налазило се некада черкеско село које се по одласку Турака раселило, а на неких 700 m јужно од села опет черкеско село чије је становништво по одласку Турака прешло у Халово. Оба та места се данас зову Селиште.

## Култура
Данас у Халову има око 250 домаћинстава. Људи се претежно баве пољопривредом, сточарством и ратарством. Велики број мештана је на привременом раду у иностранству. Има доста деце и омладине. До пре пар година у селу је постојао фудбалси клуб Граничар. Село има културно-уметничко друштво Граничар-Халово. Од културно-образовних зграда, у селу постоје дом културе, амбуланта, црква (подигнута 1906. године) и школска зграда (која је саграђена 1920. године). У њој похађају наставу деца предшколског узраста, као и ученици од I до IV разреда. У центру села се налази и споменик борцима палим у Другом светском рату.

## Демографија
У насељу Халово живи 724 пунолетна становника, а просечна старост становништва износи 47,9 година (45,3 код мушкараца и 50,6 код жена). У насељу има 241 домаћинство, а просечан број чланова по домаћинству је 3,55.
Ово насеље је углавном насељено Србима (према попису из 2002. године).
|  |

| Демографија | Демографија | Демографија |
| Година      | Становника  | Становника  |
| ----------- | ----------- | ----------- |
| 1948.       | 1.634       |             |
| 1953.       | 1.554       |             |
| 1961.       | 1.545       |             |
| 1971.       | 1.454       |             |
| 1981.       | 1.331       |             |
| 1991.       | 1.141       | 1.063       |
| 2002.       | 856         | 981         |

| Етнички састав према попису из 2002.‍ | Етнички састав према попису из 2002.‍ | Етнички састав према попису из 2002.‍ | Етнички састав према попису из 2002.‍ | Етнички састав према попису из 2002.‍ |
| ------------------------------------ | ------------------------------------ | ------------------------------------ | ------------------------------------ | ------------------------------------ |
|                                      |                                      |                                      |                                      |                                      |
| Срби                                 | Срби                                 |                                      | 591                                  | 69,04%                               |
| Власи                                | Власи                                |                                      | 169                                  | 19,74%                               |
| Румуни                               | Румуни                               |                                      | 73                                   | 8,52%                                |
| Југословени                          | Југословени                          |                                      | 8                                    | 0,93%                                |
| непознато                            | непознато                            |                                      | 6                                    | 0,70%                                |

| \| \| м \| \| \| ж \| \| ? \| 1 \| \| \| 1 \| \| 80+ \| 17 \| \| \| 26 \| \| 75—79 \| 21 \| \| \| 36 \| \| 70—74 \| 33 \| \| \| 36 \| \| 65—69 \| 41 \| \| \| 36 \| \| 60—64 \| 36 \| \| \| 50 \| \| 55—59 \| 36 \| \| \| 31 \| \| 50—54 \| 27 \| \| \| 34 \| \| 45—49 \| 24 \| \| \| 17 \| \| 40—44 \| 21 \| \| \| 21 \| \| 35—39 \| 24 \| \| \| 16 \| \| 30—34 \| 29 \| \| \| 20 \| \| 25—29 \| 19 \| \| \| 19 \| \| 20—24 \| 21 \| \| \| 18 \| \| 15—19 \| 20 \| \| \| 17 \| \| 10—14 \| 23 \| \| \| 15 \| \| 5—9 \| 24 \| \| \| 14 \| \| 0—4 \| 18 \| \| \| 14 \| \| Просек : \| 45,3 \| \| \| 50,6 \| |      |  |  |      |
| |      |  |  |      |
| | м    |  |  | ж    |
| ? | 1    |  |  | 1    |
| 80+ | 17   |  |  | 26   |
| 75—79 | 21   |  |  | 36   |
| 70—74 | 33   |  |  | 36   |
| 65—69 | 41   |  |  | 36   |
| 60—64 | 36   |  |  | 50   |
| 55—59 | 36   |  |  | 31   |
| 50—54 | 27   |  |  | 34   |
| 45—49 | 24   |  |  | 17   |
| 40—44 | 21   |  |  | 21   |
| 35—39 | 24   |  |  | 16   |
| 30—34 | 29   |  |  | 20   |
| 25—29 | 19   |  |  | 19   |
| 20—24 | 21   |  |  | 18   |
| 15—19 | 20   |  |  | 17   |
| 10—14 | 23   |  |  | 15   |
| 5—9 | 24   |  |  | 14   |
| 0—4 | 18   |  |  | 14   |
| Просек : | 45,3 |  |  | 50,6 |

| Година пописа     | 1948. | 1953. | 1961. | 1971. | 1981. | 1991. | 2002. |
| ----------------- | ----- | ----- | ----- | ----- | ----- | ----- | ----- |
| Број домаћинстава | 367   | 366   | 369   | 336   | 314   | 278   | 241   |

| Број чланова      | 1  | 2  | 3  | 4  | 5  | 6  | 7  | 8 | 9 | 10 и више | Просек |
| ----------------- | -- | -- | -- | -- | -- | -- | -- | - | - | --------- | ------ |
| Број домаћинстава | 41 | 55 | 40 | 27 | 30 | 25 | 11 | 8 | 4 | 0         | 3,55   |

| Пол    | Укупно | Неожењен/Неудата | Ожењен/Удата | Удовац/Удовица | Разведен/Разведена | Непознато |
| ------ | ------ | ---------------- | ------------ | -------------- | ------------------ | --------- |
| Мушки  | 370    | 54               | 265          | 37             | 14                 | 0         |
| Женски | 378    | 20               | 264          | 86             | 8                  | 0         |
| УКУПНО | 748    | 74               | 529          | 123            | 22                 | 0         |

| Пол    | Укупно                    | Пољопривреда, лов и шумарство | Рибарство                            | Вађење руде и камена | Прерађивачка индустрија       |
| ------ | ------------------------- | ----------------------------- | ------------------------------------ | -------------------- | ----------------------------- |
| Мушки  | 230                       | 156                           | 0                                    | 4                    | 28                            |
| Женски | 135                       | 124                           | 0                                    | 0                    | 1                             |
| Укупно | 365                       | 280                           | 0                                    | 4                    | 29                            |
|        |                           |                               |                                      |                      |                               |
| Пол    | Производња и снабдевање   | Грађевинарство                | Трговина                             | Хотели и ресторани   | Саобраћај, складиштење и везе |
| Мушки  | 1                         | 7                             | 14                                   | 1                    | 7                             |
| Женски | 0                         | 0                             | 2                                    | 0                    | 1                             |
| Укупно | 1                         | 7                             | 16                                   | 1                    | 8                             |
|        |                           |                               |                                      |                      |                               |
| Пол    | Финансијско посредовање   | Некретнине                    | Државна управа и одбрана             | Образовање           | Здравствени и социјални рад   |
| Мушки  | 0                         | 1                             | 6                                    | 3                    | 1                             |
| Женски | 0                         | 1                             | 1                                    | 3                    | 1                             |
| Укупно | 0                         | 2                             | 7                                    | 6                    | 2                             |
|        |                           |                               |                                      |                      |                               |
| Пол    | Остале услужне активности | Приватна домаћинства          | Екстериторијалне организације и тела | Непознато            | Непознато                     |
| Мушки  | 1                         | 0                             | 0                                    | 0                    | 0                             |
| Женски | 0                         | 0                             | 0                                    | 1                    | 1                             |
| Укупно | 1                         | 0                             | 0                                    | 1                    | 1                             |